# Ноль за поведение
«Ноль за поведе́ние» («Ноль по поведению», фр. Zéro de conduite) — драматический кинофильм режиссёра Жана Виго, снятый во Франции в 1933 году. Полное авторское название «Ноль за поведение: Молодые дьяволята в колледже» (фр. Zéro de conduite: Jeunes diables au collège). Картина была запрещена к показу во Франции по цензурным соображениям и повторно вышла на экраны лишь в 1946 году.

## Сюжет
В колледж-пансион после каникул возвращаются ученики-подростки. Уже при первой встрече на вокзале с воспитателем понятно, что в учебном заведении господствует дух жестокого подавления любой свободы. 
Первой же ночью тройка главных героев: Косса́, Колин и Брюэль за вполне невинную шалость получают ноль за поведение. Это означает, что в ближайшие выходные они не будут отпущены домой, а останутся в колледже. В ходе учебного дня перед зрителем проходит целая галерея хара́ктерных персонажей — учителей: ночной воспитатель, ворующий на переменах у детей конфеты, профессор (по пособиям в классе — учитель анатомии) со склонностью к педофилии, злобный директор-карлик. Единственным живым человеком выглядит учитель Хуге́, который играет с подростками в футбол, ходит на руках, пародирует походку Чарли Чаплина. 
Однажды чаша терпения детей переполняется. Ночью они устраивают бунт, показанный в духе сюрреализма, со вспарыванием подушек и счастливым свободным парением в облаке выпущенного пуха. Директор и прибывший с визитом префект загнаны в чулан. Над колледжем поднят Весёлый Роджер, неумело нарисованный детской рукой. Четверо зачинщиков уходят по крышам в светлую даль.

## В ролях
- Жан Дасте́ — учитель Хуге́
- Роберт де Флон — учитель Пит-Сек
- Дю Веррон — главный воспитатель
- Дэлфин — директор колледжа
- Леон Ларив — профессор
- Луи де Гонзаг — префект
- Луи Лефевр — Косса́
- Жилбер Прюшо́ — Колин
- Коко Голштейн — Брюэль
- Жерар Бедарью — Табард

## Культурное влияние
По мнению Жоржа Садуля, из-за цензурных ограничений, связанных с показом в невыгодном свете и высмеивании учителей и государственной власти, картину увидела только немногочисленная публика киноклубов: «Поэтому данное произведение, отмеченное влиянием Чаплина и Бунюэля, уже не могло в свою очередь оказать серьёзного влияния на развитие киноискусства». 
В фильме 1959 года «Четыреста ударов» Франсуа Трюффо сцены непослушания в классе и прогулки по городу, когда ученики следуют за своим учителем, напрямую заимствованы из «Ноля за поведение». Драма Линдсея Андерсона «Если» является причудливым переосмыслением картины Виго.